# Башар ал-Асад
Баша̀р Ха̀фез ал-А̀сад (на арабски: بشار حافظ الأسد) е сирийски диктатор, 19-ти президент на Сирия от 17 юли 2000 г. до свалянето му от власт на 8 декември 2024 г., както и главнокомандващ на сирийските въоръжени сили и генерален секретар на централното командване на Арабската социалистическа партия Баас, която номинално изповядва необаасистка идеология. 
Роден и израснал в Дамаск, той завършва Факултета по медицина на Дамаския университет през 1988 г. и започва работа като лекар в сирийската армия. Четири години по-късно прави следдипломна специализация в болницата „Уестърн Ай“ в Лондон в сферата на офталмологията. През 1994 г., след като по-големият му брат Басел загива в автомобилна катастрофа, Асад е призован в Сирия, за да поеме ролята на наследник. Влиза във военната академия, поемайки отговорността за сирийската окупация на Ливан през 1998 г. На 17 юли 2000 г. става президент на Сирия, наследявайки баща си Хафез, починал на 10 юни. Поредица от репресии през 2001 – 2002 г. слагат край на Дамаската пролет – период на културен и политически активизъм, белязан от призиви за прозрачност и демокрация. Въпреки че Башар ал-Асад наследява структурите на властта и култа към личността, подхранвани от Хафез ал-Асад, му липсва лоялността, получена от баща му, което води до нарастващо недоволство срещу неговото управление. В резултат на това много членове на старата гвардия подават оставка или са прочистени, и вътрешният кръг е заменен от твърди лоялисти от алавитските кланове. Ранните програми за икономическа либерализация на Асад влошават неравенствата и централизират социално-политическата власт на дамаския елит, лоялен към семейство Асад, отчуждавайки сирийските селяни, градските работнически класи, бизнесмените, индустриалците и хората от някогашните традиционни бастиони на Баас. Кедровата революция в Ливан през февруари 2005 г., предизвикана от убийството на ливанския министър-председател Рафик Харири, принуждава Башар ал-Асад да прекрати сирийската окупация на Ливан.
Режимът на Асад е силно персонализирана диктатура, която управлява Сирия като тоталитарна полицейска държава. Управлението му се характеризира с множество нарушения на правата на човека и тежки политически репресии. Докато правителството на Асад се описва като светско, различни политолози и наблюдатели отбелязват, че режимът му използва фракционисткото напрежение в страната. Първото десетилетие на властта му е белязано от интензивна цензура, бързи екзекуции, насилствени изчезвания, дискриминация на етническите малцинства и широко наблюдение от тайната полиция на Баас. Съединените щати, Европейският съюз и по-голямата част от Арабската лига призовават за оставката на Асад от президентския пост през 2011 г., след като той нарежда насилствено потушаване на протестиращите от Арабската пролет по време на събитията от Сирийската революция, което води до гражданската война в Сирия. Гражданската война убива около 580 хиляди души, от които минимум 306 хил. смъртни случая са цивилни, като проасадските сили причиняват повече от 90% от смъртните случаи сред цивилни. Войната също така принудително разселва 14 милиона сирийци, с над 7 млн. бежанци, причинявайки най-голямата бежанска криза в света. Допълнителни 154 хил. цивилни насилствено изчезват или са подложени на произволни арести; има над 135 хил. души измъчвани, затворени или мъртви в правителствени центрове за задържане към 2023 г.
Извършването от режима на Асад на множество военни престъпления и престъпления срещу човечеството по време на гражданската война води до международно осъждане и изолация. Смята се, че сирийските военни са извършили над 300 химически атаки, като разследванията на ООН потвърждават най-малко девет химически атаки, извършени от проасадски сили. Най-смъртоносният инцидент е химическата атака в Гута на 21 август 2013 г., която причинява смъртта на 1100–1500 цивилни. През декември 2013 г. Върховният комисар на ООН за правата на човека Нави Пилай заявява, че констатациите от разследване на ООН замесват Асад във военни престъпления. Разследванията на Съвместния механизъм за разследване на ОЗХО-ООН и IIT на ОЗХО-ООН стигат до заключението, че правителството на Асад е отговорно съответно за атаката със зарин срещу Хан Шейхун през 2017 г. и химическата атака в Дума през 2018 г. През юни 2014 г. американският сирийски проект за отговорност включва Асад в списък с обвинения във военни престъпления на правителствени служители и го изпраща до Международния наказателен съд. През 2023 г. Канада и Нидерландия завеждат съвместно дело в Международния съд, обвинявайки правителството на Асад в нарушаване на Конвенцията на ООН срещу изтезанията. На 15 ноември 2023 г. Франция издава заповед за арест срещу Асад заради използването на забранени химически оръжия срещу цивилни в Сирия. Асад категорично отхвърля твърденията за тези обвинения и обвинява чужди държави, особено ръководената от Америка намеса в Сирия, в опит за смяна на режима.
Във вътрешната политика Асад е критикуван за пренебрегване на човешките права, икономическото неравенство и корупцията. Във външната политика той е отявлен критик на политиката на САЩ, Израел, Саудитска Арабия и Турция. В политическо и икономическо отношение Сирия не се е променила много от 2000 г. насам. Веднага след взимането на властта Асад трябва да предприеме реформи свързани с неколкократни освобождавания на стотици политически затворници поради обществено недоволство и дебати.
Счита се, че до юли 2012 г. Асад е успял да скрие за себе си и семейството си над 1,5 млрд, долара, основно в Русия, Хонгконг и офшорни зони, за да разпредели риска от разкриването на богатството му.
През ноември 2024 г. коалиция от сирийски бунтовници организира няколко офанзиви срещу страната с намерението да свали Асад.
На 7 декември 2024 г. е обявено, че Асад е избягал от страната, тъй като бунтовниците превземат Дамаск по време на светкавичната си кампания в цяла Сирия.

## Ранни години, семейство и образование
Башар ал-Асад е роден на 11 септември 1965 г. в сирийската столица Дамаск като втори син и трето дете на Аниса Махлуф и Хафез ал-Асад. „Ал-Асад“ на арабски език означава „лъвът“. Дядото на Асад по бащина линия, Али Сюлейман ал-Асад, успява да промени статута си от селянин на второстепенен лидер и за да отрази това, през 1927 г. той променя фамилното си име от „Ал-Вахш“ (което означава „Дивак“) на „Ал-Асад".
Бащата на Асад Хафез е роден в обедняло селско семейство с алавитски произход и се издига в редиците на партията Баас, за да поеме контрола над сирийския клон на партията в Корективното движение, което завършва с издигането му до президент на страната. Хафез насърчава своите поддръжници в партията Баас, много от които също са с алавитски произход. След революцията силните алавити са назначени, докато сунитите, друзите и исмаилите са отстранени от армията и партията Баас. 30-годишното военно управление на Хафез ал-Асад става свидетел на трансформацията на Сирия в династична диктатура. Новата политическа система е водена от елитите на партията Баас, доминирани от алавитите, които са силно лоялни към семейство Асад и контролират армията, силите за сигурност и тайната полиция.
По-младият Асад има пет братя и сестри, трима от които умират. Сестра му Бушра умира като бебе. Малко се знае за най-малкият му брат Мажд, освен че е с интелектуална недостатъчност и че умира през 2009 г. след дълго боледуване.
За разлика от братята си Басел и Махер и втората си сестра, също на име Бушра, Башар е тих, сдържан и не се интересува от политика и от армия. Съобщава се, че децата на Асад рядко са виждали баща си, а Башар по-късно заявява, че е влизал в кабинета на баща си само веднъж, докато е бил президент. Описван е като мек и според негов приятел от университета е бил плах, избягвал е визуален контакт и е говорел тихо.
Асад получава основното и средното си образование в арабско-френското училище „Ал-Хурия“ в Дамаск. През 1982 г. завършва гимназия и след това учи медицина в Дамаския университет.

## Кариера като лекар и издигане на власт
През 1988 г. Асад завършва медицина и започва работа като военен лекар във военната болница „Тишрин“ в покрайнините на Дамаск. Четири години по-късно се установява в Лондон, за да започне следдипломната си специализация по офталмология в болницата „Уестърн Ай". По време на престоя си там е описван като „страхотен ИТ специалист“. Има малко политически стремежи и баща му подготвя по-големия му брат Басел за бъдещ президент. Той обаче загива при автомобилна катастрофа през 1994 г. и Башар е призован в сирийската армия малко след това. Държавната пропаганда скоро започва да издига публичния образ на Башар като „надеждата на масите“, за да го подготви като следващия патриарх, отговарящ за Сирия, който да продължи управлението на династията Асад.
Скоро след смъртта на Басел Хафез ал-Асад решава да направи Башар свой наследник. През следващите шест години и половина, до смъртта си през 2000 г., Хафез подготвя Башар да поеме властта. Генерал Бахджат Сюлейман, офицер от отбранителните роти, е натоварен с надзора на подготовката за плавен преход, който е извършен на три нива. Първо е изградена подкрепа за Башар в армията и в апарата за сигурност. Второ, образът на Башар е утвърден сред обществото. И накрая, Башар е запознат с механизмите на управление на държавата.
За да утвърди своите акредитиви в армията, Башар влиза във военната академия в Хомс през 1994 г. и е издигнат в йерархията, за да стане полковник от елитната Сирийска републиканска гвардия през януари 1999 г. За да се създаде мощна база за Башар в армията, старите дивизионни командири са изтласкани в пенсия, а нови, млади офицери от алавитите, които му са лоялни, заемат техните места.
През 1998 г. Башар поема отговорността за ливанското досие на Сирия, което от 1970 г. се управлява от вицепрезидента Абдул Халим Кадам, който дотогава е потенциален претендент за президент. Поемайки отговорността за сирийските дела в Ливан, Башар успява да изтласка Кадам настрана и да установи своя собствена властова база в Ливан. През същата година, след лека консултация с ливански политици, Башар назначава Емил Лахуд, негов верен съюзник, за президент на Ливан и избутва бившия ливански премиер Рафик Харири настрана, като не поставя политическата си тежест зад номинирането му за министър-председател. За да отслаби още повече стария сирийски ред в Ливан, Башар заменя дългогодишния де факто сирийски върховен комисар на Ливан Гази Канаан с Рустум Газали.
Паралелно с военната си кариера Башар се занимава с обществени дела. Той получава широки правомощия и става шеф на бюрото за приемане на граждански жалби и апели и води кампания срещу корупцията. В резултат на тази кампания много от потенциалните съперници на Башар за президент са изправени на съд за корупция. Башар също става президент на Сирийското компютърно общество и помага за въвеждането на Интернет в Сирия, което подпомага имиджа му на модернизатор и реформатор. Баасистки лоялни привърженици в партията, военните и алавитската фракция го подкрепят, което му позволява да стане наследник на баща си.

## Президент на Сирия

### Преди гражданската война: 2000 – 2011 г.
След смъртта на Хафез ал-Асад на 10 юни 2000 г. Конституцията на Сирия е изменена. Изискването за минимална възраст за президентството е намалено от 40 на 34 години, каквато е възрастта на Башар по това време. Той се състезава като единствен кандидат и впоследствие е потвърден като президент на 10 юли 2000 г. с 97,29% подкрепа. В съответствие с ролята си на президент на Сирия той също е назначен за главнокомандващ на сирийските въоръжени сили и регионален секретар на партията Баас. Оттогава се провеждат редовни избори на всеки седем години, които Асад печели с преобладаващо мнозинство от гласовете. Изборите единодушно се смятат от независими наблюдатели за фиктивен процес и са бойкотирани от опозицията. Последните избори от 2014 г. и от 2021 г. са проведени само в райони, контролирани от сирийското правителство по време на продължаващата гражданска война в страната и са осъдени от ООН.

### Дамаска пролет
Веднага след като Башар встъпва в длъжност, реформаторско движение, известно като Дамаска пролет,  ръководено от писатели, интелектуалци, дисиденти, културни активисти и др., прави предпазлив напредък, което води до затварянето на затвора Мезех и обявяването на широкомащабна амнистия, освобождаваща стотици на политически затворници, свързани с Мюсюлманско братство. Репресиите по сигурността обаче започват отново през годината, превръщайки я в Дамаска зима. Стотици интелектуалци са арестувани, набелязани, заточени или изпратени в затвора и извънредното положение е продължено. Ранните отстъпки са отменени, за да се затегне авторитарният контрол, цензурата е засилена и движението „Дамаска пролет“ забранено под претекст за национално единство и стабилност. Политиката на режима на социална пазарна икономика се превръща в символ на корупцията, тъй като лоялните привърженици на Асад стават единствените облагодетелствани от нея.  Няколко дискусионни форума са затворени и много интелектуалци са отвлечени от тайните служби, за да бъдат измъчвани и убити. Много анализатори смятат, че първоначалните обещания за отваряне са били част от правителствена стратегия за откриване на сирийците, които не подкрепят новото ръководство.
По време на държавното посещение на британския министър-председател Тони Блеър в Сирия през октомври 2001 г. Башар публично осъжда нахлуването на Съединените щати в Афганистан на съвместна пресконференция, заявявайки: „Не можем да приемем това, което виждаме всеки ден на нашите телевизионни екрани – убийството на невинни цивилни. Има стотици умиращи всеки ден." Асад също хвали палестинските въоръжени групировки като „борци за свобода“ и критикува Израел и Западния свят по време на конференцията. Впоследствие британски официални лица описват политическите възгледи на Асад като по-умиротворяващи в частната сфера, твърдейки, че той критикува атаките от 11 септември и приема легитимността на държавата Израел.
По време на войната срещу тероризма Асад играе реална политика със Съединените щати, като понякога сътрудничи, а друг път се сблъсква с американското правителство. Мрежите от затвори в Сирия са основно място за извънредно предаване от ЦРУ на заподозрени от Ал Кайда, които са разпитвани в сирийските  затвори. Скоро след като Асад поема властта, той прави връзката на Сирия с Хизбула и нейните покровители в Техеран в централен компонент на своята доктрина за сигурността, а във външната си политика възприема войнствена позиция спрямо САЩ, Израел, Саудитска Арабия и Турция. По време на иракския бунт срещу американската окупация сирийското разузнаване обучава бойци на Ал Кайда, превръщайки Сирия в транзитен център за джихадисти, пътуващи към Ирак. Впоследствие AQI се развива в групировката Ислямска държава, която изпраяща свои бойци от Ирак, за да се присъединят към гражданската война в Сирия.

### Убийство на Рафик Харири и Кедрова революция
На 14 февруари 2005 г. Рафик Харири, бивш министър-председател на Ливан, е убит при масивна експлозия на камион-бомба в Бейрут заедно с 22 души. Сп. „Крисчън Сайънс Монитор“ съобщава, че „Сирия е широко обвинена за убийството на Харири. В месеците, довели до убийството, отношенията между Харири и сирийския президент Башар ал-Асад рязко се сриват в атмосфера на заплахи и сплашване“. Башар издига зет си Асеф Шаукат –  ключова фигура, заподозряна в организирането на терористичната атака, като началник на дирекцията на сирийското военно разузнаване веднага след смъртта на Харири.
Убийствата предизвикват огромен шум, предизвиквайки интифада в Ливан и стотици хиляди протестиращи се изсипват по улиците, за да поискат пълно изтегляне на сирийските военни сили. След нарастващия международен натиск, който призовава Сирия да изпълни Резолюция 1559 на Съвета за сигурност на ООН, Башар ал-Асад обявява на 5 март, че ще нареди напускането на сирийските войници. На 14 март 2005 г. повече от милион ливански протестиращи – мюсюлмани, християни, друзи демонстрират в Бейрут, отбелязвайки месечната годишнина от убийството на Харири. Резолюция 1595 на ООН, приета на 7 април, изпраща международна комисия за разследване на убийството на Харири. До 5 май 2005 г. ООН официално потвърждава пълното напускане на всички сирийски войници, слагайки край на 29-годишната военна окупация. Въстанията, които се случват през тези месеци, стават известни като Интифада за независимост на Ливан или „Кедрова революция.
Докладът на разследващата комисия на ООН, публикуван на 20 октомври 2005 г., разкрива, че високопоставени членове на сирийското разузнаване и сем. Асад пряко са ръководили убийството. Би Би Си съобщава през декември 2005 г., че Дамаск категорично отрича да е замесен в колата бомба, която убива Харири през февруари.
На 27 май 2007 г. Асад е одобрен за нов 7–годишен мандат на референдум за неговото президентство, с 97,6% от гласовете в подкрепа на продължаващото му лидерство. Опозиционните партии не са допуснати в страната и Асад е единственият кандидат на референдума. Опозиционните партии в Сирия под егидата на Дамаската декларация заклеймяват изборите като нелегитимни и като част от стратегията на режима за поддържане на „тоталитарната система“. Изборите в Сирия са официално определени като събитие за подновяване на клетвата за вярност към Асад и гласуването се налага като задължително задължение за всеки гражданин. Обявяването на резултатите е последвано от проправителствени митинги, проведени в цялата страна, възхваляващи режима, в които гражданите декларират своята преданост към президента и празнуват добродетелите на династията Асад.
Сирия започва да разработва тайна програма за ядрени оръжия с помощта на Северна Корея през 2000-те години, но нейният предполагаем ядрен реактор е унищожен от израелските военновъздушни сили по време на операцията „Отвъд кутията“ (Outside the Box) през септември 2007 г.

### По време на сирийската гражданска война

#### 2011 – 2015 г.
Протестите в Сирия започват на 26 януари 2011 г. след протестите от Арабската пролет, които призоват за политически реформи и възстановяване на гражданските права, както и за прекратяване на извънредното положение в сила от 1963 г. Опит за „ден на гнева“ е определен за 4–5 февруари, но завършва безпроблемно. Протестите на 18-19 март са най-големите в Сирия от десетилетия и сирийските власти отговарят с насилие срещу протестиращите. В първия си публичен отговор на протестите, даден на 30 март 2011 г., Асад обвинява безредиците за конспирации и обвинява сирийската опозиция и протестиращите в бунтовен смут, следвайки партийната линия на представяне на баасистката държава като жертва на международен сюжет. Той също така осмива движението на Арабската пролет и описва участниците в протестите като микроби и петоколонисти.  
САЩ налагат ограничени санкции срещу правителството на Асад през април 2011 г., последвани от изпълнителна заповед на Барак Обама от 18 май 2011 г., насочена конкретно към Башар ал-Асад и шестима други висши служители. На 23 май 2011 г. външните министри на ЕС се съгласяват на среща в Брюксел да добавят Асад и девет други длъжностни лица към списък, засегнат от забрани за пътуване и замразяване на активи. На 24 май 2011 г. Канада налага санкции на сирийски лидери, включително Асад.
На 20 юни, в отговор на исканията на протестиращите и международния натиск, Асад обещава национален диалог, включващ движение към реформи, нови парламентарни избори и по-големи свободи. Той също така призовава бежанците да се върнат у дома от Турция, като същевременно им гарантира амнистия и обвинява за всички безредици малък брой саботьори.
През юли 2011 г. държавният секретар на САЩ Хилъри Клинтън казва, че Асад е изгубил легитимността си като президент. На 18 август 2011 г. Барак Обама излиза с писмено изявление, в което призовава Асад да се оттегли. През август е нападнат карикатуристът Али Ферзат – критик на правителството на Асад. Роднините му казват пред медиите, че нападателите са заплашили да счупят костите му като предупреждение да спре да рисува карикатури на държавни служители, особено на Асад. Фарзат е настанен в болница с фрактури на двете ръце и травма на главата.
От октомври 2011 г. Русия, като постоянен член на Съвета за сигурност на ООН, многократно налага вето на спонсорирани от Запада проекторезолюции в Съвета за сигурност на ООН, които биха оставили отворена възможността за санкции на ООН или дори военна намеса срещу правителството на Асад.
До края на януари 2012 г. Ройтерс съобщава, че над 5000 цивилни и протестиращи (включително въоръжени екстремисти) са били убити от сирийската армия, агенти по сигурността и милиция (Шабиха), докато 1100 души са били убити от терористични въоръжени сили.
На 10 януари 2012 г. Асад изнася реч, в която заявява, че въстанието е било организирано от чужди държави, и обявява, че победата е близо. Той също така казва, че Арабската лига, отстранявайки Сирия, разкрива, че вече не е арабска. Въпреки това Асад също така казва, че страната няма да затвори врати за решение, постигнато с посредничеството на арабите, ако се зачита националният суверенитет, и че през март може да се проведе референдум за нова конституция.
На 27 февруари 2012 г. Сирия заявява, че предложението за изготвяне на нова конституция е получило 90% подкрепа по време на съответния референдум. Референдумът въвежда ограничение от 14 г. кумулативен мандат за президента на Сирия. Той е обявен за безсмислен от чужди държави, включително САЩ и Турция; ЕС обявява нови санкции срещу ключови фигури от режима. През юли 2012 г. руският външен министър Сергей Лавров осъжда западните сили за това, което според него представлява изнудване, което провокира гражданската война в Сирия. На 15 юли 2012 г. Международният комитет на Червения кръст обявява, че Сирия е в състояние на гражданска война, тъй като броят на жертвите в цялата страна за всички страни се съобщава, че е близо 20 хиляди.
На 6 януари 2013 г. Асад, в първата си голяма реч от юни насам, казва, че конфликтът в страната му се дължи на врагове извън Сирия, които ще отидат в ада и че ще им бъде даден урок. Въпреки това той казва, че все още е отворен за политическо решение, като казва, че неуспешните опити за решение „не означават, че не се интересуваме от политическо решение". През юли 2014 г. Асад подновяв третия си президентски мандат след процес на гласуване, проведен на прорежимни територии, което е бойкотирано от опозицията и осъдено от ООН. Според Джошуа Ландис „Той (Асад) ще каже: „Аз съм държавата, аз съм Сирия и ако Западът иска достъп до сирийците, те трябва да минат през мен.““
След падането на четири военни бази през септември 2014 г., които са последните опорни пунктове на правителството в Мухафаза Ар-Ракка, Асад получава значителни критики от своята алавитска база за подкрепа. Това включва забележки, направени от Дурайд ал-Асад, братовчед на Башар ал-Асад, с искане за оставката на сирийския министър на отбраната Фахд Джасем ал-Фрейдж след клането от Ислямска държава на стотици правителствени войници, пленени след победата на ИД при Авиобаза Табка. Това скоро е последвано от протести на алавитите в Хомс с искане за оставката на губернатора и уволнението на братовчеда на Асад Хафез Махлуф от поста му по сигурността, което води до последващото му изгнание в Беларус. Нарастващото недоволство към Асад сред алавитите е подхранвано от непропорционалния брой войници, убити в битките, произхождащи от алавитските райони, усещането, че режимът на Асад ги е изоставил, както и провалящата се икономическа ситуация. Фигури, близки до Асад, започват да изразяват опасения относно вероятността за оцеляването му.
През 2015 г. няколко членове на семейство Асад загиват в Латакия при неизяснени обстоятелства. На 14 март влиятелен братовчед на Асад и основател на лоялните към правителството градски милиции, Мохамед Туфик ал-Асад, е убит с пет куршума в главата в спор за влияние в Кардаха – родния дом на семейство Асад. През април 2015 г. Асад нарежда ареста на своя братовчед Мунтер ал-Асад в Алзира, Латакия. Все още не е ясно дали арестът е заради действителни престъпления.
След поредица от поражения на правителството в Северна и Южна Сирия, анализатори отбелязват нарастващата нестабилност на правителството, съчетана с продължаваща отслабваща подкрепа за правителството на Асад сред основната му алавитска база за подкрепа, и че има нарастващи съобщения за роднини на Асад, алавити и бизнесмени, бягащи от Дамаск за Латакия и чужди страни. Ръководителят на разузнаването Али Мамлюк е поставен под домашен арест през април и е обвинен в заговор с чичото на Асад в изгнание Рифат ал-Асад да смени Башар като президент. Други високопоставени смъртни случаи включват командирите на Четвърта бронетанкова дивизия, военната авиобаза Бели, специалните части на армията и на Първа бронетанкова дивизия, като погрешно въздушно нападение по време на офанзивата в Палмира убива двама офицери, за които се твърди, че са свързани с Асад.

#### След руската намеса (2015)
На 4 септември 2015 г., когато перспективите за оцеляването на Асад изглеждат мрачни, руският президент Владимир Путин казва, че Русия предоставя на правителството на Асад достатъчно сериозна помощ: както с логистична, така и с военна подкрепа. Малко след началото на пряката военна намеса на Русия на 30 септември 2015 г. по официално искане на сирийското правителство, Путин заявява, че военната операция е била старателно подготвена предварително и определя целта на Русия в Сирия като „стабилизиране на законната власт в Сирия и създаване на условията за политически компромис“. Намесата на Путин спасява режима на Асад в момент, когато той е на ръба на задаващия се крах. Той също така позволява на Москва да постигне своите ключови геостратегически цели като пълен контрол над сирийското въздушно пространство, военноморски бази, които предоставят постоянен военен обхват в Източното Средиземноморие и по-лесен достъп за намеса в Либия.
През ноември 2015 г. Асад повтаря, че дипломатическият процес за прекратяване на гражданската война в страната не може да започне, докато тя е окупирана от терористи, въпреки че според BBC News не е ясно дали има предвид само Ислямска държава или също подкрепяните от Запада бунтовници. На 22 ноември Асад казва, че в рамките на два месеца от своята въздушна кампания Русия е постигнала повече в борбата си срещу ИДИЛ, отколкото водената от САЩ коалиция е постигнала за една година. В интервю за Чешката телевизия на 1 декември той казва, че лидерите, които искат оставката му, не го интересуват, тъй като никой не ги приема на сериозно, защото са „плитки“ и са контролирани от САЩ. В края на декември 2015 г. високопоставени американски служители признават насаме, че Русия е постигнала основната си цел за стабилизиране на Сирия и при сравнително ниски разходи може да поддържа операцията на това ниво за години напред.
През декември 2015 г. Путин заявява, че Русия подкрепя силите на Асад и е готова да подкрепи бунтовниците против Асад в съвместна битка срещу Ислямска държава.
На 22 януари 2016 г. в. „Файненшъл Таймс“, цитирайки анонимни старши служители на западното разузнаване, твърди, че руският генерал Игор Сергун, директорът на ГРУ – Главното разузнавателно управление на Генералния щаб на въоръжените сили на Руската федерация, малко преди внезапната му смърт на 3 януари 2016 г., е изпратен в Дамаск със съобщение от Владимир Путин, в което се иска президентът Асад да се оттегли. Информацията на вестника е отречена от говорителя на Путин.
През декември 2016 г. е съобщено, че силите на Асад са си върнали половината от контролирания от бунтовниците Халеб, слагайки край на 6-годишната безизходица в града.  На 15 декември, когато е съобщено, че правителствените сили са на ръба да си върнат целия Халеб – повратна точка в гражданската война, а Асад празнува освобождението на града и заявява: „Историята се пише от всеки сирийски гражданин“.
След избирането на Доналд Тръмп за президент на САЩ приоритетът на САЩ по отношение на Асад е различен от приоритета на администрацията на Обама, а през март 2017 г. американският посланик в ООН Ники Хейли заявява, че САЩ вече не са фокусирани върху това да измъкнат Асад, но тази позиция се променя след химическата атака в Хан Шейхун през 2017 г. След ракетните удари по сирийска въздушна база по заповед на президента Тръмп, говорителят на Асад описва поведението на САЩ като „несправедлива и арогантна агресия" и заявява, че ракетните удари не променят дълбоката политика на сирийското правителство. Президентът Асад също казва пред Агенция Франс Прес, че сирийската армия се е отказала от всичките си химически оръжия през 2013 г. и не би ги използвала, ако все още има такива, и заяви, че химическата атака е „100 процента измислица“, използвана за оправдание американски въздушен удар. През юни 2017 г. руският президент Путин казва, че „Асад не е използвал [химическите оръжия]“ и че химическата атака е „извършена от хора, които искат да го обвинят за това“. ООН и международните инспектори за химически оръжия от Организацията за забрана на химическите оръжия (ОЗХО) установяват, че атаката е дело на режима на Асад.
На 7 ноември 2017 г. сирийското правителство обявява, че е подписало Парижкото споразумение за климата. През май 2018 г. Асад признава независимостта на окупираните от Русия сепаратистки републики Абхазия и Южна Осетия в Грузия, което води до ответна реакция от страна на Европейския съюз, Съединените щати, Канада и други страни. На 30 август 2020 г. е сформирано първото правителство на Хюсеин Арнус, което включва нов Министерски съвет.
На президентските избори през 2021 г.,  проведени на 26 май, Асад осигурява своя четвърти 7-годишен мандат; като печели 95,2% от избираемите гласове. Изборите са бойкотирани от опозицията и Сирийските демократични сили; на бежанците и вътрешно разселените граждани е отнето правото да гласуват; позволявайки само на 38% от сирийците да участват в процеса. Независими международни наблюдатели, както и представители на западни държави определят изборите като фарс. ООН осъжда изборите за пряко нарушаване на Резолюция 2254 и обявява, че „няма мандат".
На 10 август 2021 г. е сформирано второто правителство на Хюсеин Арнус. При Асад Сирия става силен поддръжник на руското нападение в Украйна през 2022 г. и е една от петте страни, които се противопоставят на резолюцията на Общото събрание на ООН,  заклеймяваща това, която призовава Русия да изтегли войските си. Три дни преди атаката външният министър Фейсал Мекдад е изпратен в Москва, за да потвърди признаването от страна на Сирия на сепаратистки републики Донецк и Луганск. Ден след атаката Башар ал-Асад я хвали като „корекция на историята и възстановяване на баланса в глобалния ред след разпадането на Съветския съюз“ в телефонен разговор с Владимир Путин. Сирия става първата страна след Русия, която официално признава независимостта и суверенитета на двата отцепнически региона през юни 2022 г.
На 12-ата годишнина от началото на протестите на Сирийската революция Башар ал-Асад провежда среща с Владимир Путин по време на официално посещение в Русия. В телевизионно предаване с Путин Асад защитава специалната военна операция на Русия като война срещу неонацистите и бандеровците от Украйна. Той признава руската анексия на четири украински области и ратифицира новите руски граници, твърдейки, че териториите са исторически руски. Асад също призовава Русия да разшири военното си присъствие в Сирия чрез създаване на нови бази и разполагане на повече бази на земята, което прави военната й роля постоянна.
През март 2023 г. той посещава Обединените арабски емирства и се среща с президента на ОАЕ Мохамед ибн Заид ал-Нахаян. През май 2023 г. присъства на срещата на върха на Арабската лига в Джеда, Саудитска Арабия, където е посрещнат от саудитския престолонаследник Мохамед бин Салман. През септември 2023 г. присъства на церемонията по откриването на  Азиатските игри в Ханджоу и се среща с китайския президент Си Дзинпин. Те обявяват установяването на стратегическо партньорство между Китай и Сирия.

### Опозиционна офанзива и изгнание (2024)
През декември 2024 г. Съединените щати, Германия, Франция и Обединеното кралство призовават за деескалация на напрежението в Сирия, тъй като насилието отново избухва. Бунтовнически фракции, водени от ислямистката групировка Хаят Тахрир ал-Шам (HTS), поемат контрола над Алепо, което предизвиква кампания за ответни въздушни удари от сирийския президент Башар ал-Асад, подкрепян от Русия. Ударите, насочени към населени места и няколко болници в контролирания от бунтовниците град Идлиб, водят до най-малко 25 смъртни случая според спасителната група Бели каски. Страните от НАТО правят съвместно изявление, призоваващо за защита на цивилните граждани и на критичната инфраструктура, за да се предотврати по-нататъшно разселване и да се осигури хуманитарен достъп. Те подчертават спешната необходимост от водено от Сирия политическо решение в съответствие с Резолюция 2254 на Съвета за сигурност на ООН, която се застъпва за диалог между сирийското правителство и опозиционните сили. Офанзивата на бунтовниците, която започва на 27 ноември 2024 г., продължава напредването си в провинция Хама след превземането на Алепо.
На 4 декември 2024 г. избухват ожесточени сблъсъци в провинция Хама, когато сирийската армия се сблъсква с водени от ислямисти бунтовници в опит да спре тяхното настъпление към ключовия град Хама. Правителствените сили твърдят, че са започнали контраофанзива с въздушна подкрепа, отблъсквайки бунтовнически фракции, включително Хаят Тахрир ал-Шам, на около шест мили от града. Но въпреки подкрепленията бунтовниците превземат града на 5 декември. Боевете довецдат до широко разселване, като близо 50 000 души напускат района и се съобщава за над 600 жертви, включително 104 цивилни. На 7 декември 2024 г. Асад бяга от столицата Дамаск за Москва, където на него и семейството му е дадено политическо убежище.

## Противоречия

### Корупция
В началото на сирийската революция корупцията в Сирия е ендемична и страната е класирана на 129-о място в Индекса за възприятие на корупцията за 2011 г. От 70-те години икономиката на Сирия е доминирана от патронажните мрежи на партийните елити на Баас и алавитите, лоялни към сем. Асад, които установяват контрол върху обществените сектори на Сирия въз основа на роднинство и непотизъм. Всеобхватният характер на корупцията е източник на противоречия в партийните кръгове на Баас и по-широката общественост още през 80-те г.
Програмата за икономическа либерализация на Башар ал-Асад през 2000-те г. се превръща в символ на корупцията и непотизма, тъй като бенефициентите на схемата са лоялните алавити, които заграбват голяма част от приватизираните сектори и бизнес активи. Това отчуждава правителството от огромното мнозинство от сирийската общественост, особено от селяните и градските работнически класи, които масово ненавиждат произтичащите икономически различия, които стават явно видими.  Братовчедът на Асад, Рами Махлуф, е най-облагодетелстваният олигарх на режима през този период, белязан от институционализирането на корупцията, ограничаването на малкия бизнес и отхвърлянето на частното предприемачество. Устойчивостта на корупцията, фракционистките пристрастия към алавитите, непотизмът и широко разпространените подкупи, които съществуват в партията, бюрокрацията и военните, водят до народния гняв, което води до избухването на Сирийската революция през 2011 г. Протестите са най-ожесточени в кварталите на работническата класа, които отдавна понасят тежестта на политиката на експлоатация на режима, която привилегирова собствените си лоялни лица.
Според ABC News в резултат на гражданската война в Сирия „контролираната от правителството Сирия е съкратена по размер, очукана и обедняла“. Икономическите санкции (Законът за отговорността на Сирия) са приложени много преди сирийската гражданска война от САЩ и към тях се присъединява ЕС при избухването на гражданската война, което води до разпадането на сирийската икономика. Тези санкции са подсилени през октомври 2014 г. от ЕС и САЩ. Промишлеността в части от страната, които все още се държат от правителството, е силно контролирана от държавата, като икономическата либерализация е обърната по време на настоящия конфликт. Лондонското училище по икономика заявява, че в резултат на сирийската гражданска война в Сирия се е развила военна икономика. Доклад на Европейския съвет за външни отношения от 2014 г. също заявява, че се е формирала военна икономика.
Доклад, поръчан от ООН на Сирийския център за политически изследвания, гласи, че 2/3 от сирийското население живее в крайна бедност. Безработицата е 50%. През октомври 2014 г. търговски център на стойност 50 млн. долара отваря врати в Тартус, което провокира критики от страна на поддръжниците на правителството и се разглежда като част от политиката на правителството на Асад в опит да се създаде усещане за нормалност по време на гражданската война. Правителствена политика за предпочитане на семействата на убити войници за държавни работни места е отменена, след като предизвиква шум, докато нарастващите обвинения в корупция предизвикват протести. През декември 2014 г. ЕС забранява продажбите на реактивно гориво на правителството на Асад, принуждавайки правителството да купува по-скъпи незастраховани доставки на реактивно гориво в бъдеще.
Възползвайки се от нарасналата роля на държавата в резултат на гражданската война, Башар и съпругата му Асма започват да анексират икономическите активи на Сирия от своите лоялни привърженици, опитвайки се да изместят старите бизнес елити и да монополизират прекия им контрол върху икономиката. Махер ал-Асад, братът на Башар, също забогатява, като наблюдава операциите на спонсорираното от сирийската държава производство на психостимуланта каптагон и заграбва голяма част от плячката от войната. В момента управляващата двойка притежава огромни части от секторите на корабоплаването, недвижимите имоти, телекомуникациите и банковия сектор. Значителни промени се случват в сирийската икономика след кампаниите за конфискация на правителството, стартирани през 2019 г., които включват големи икономически активи, прехвърлени на президентската двойка, за да проектират своята власт и влияние. Особено забележителна динамика е възходът на Асма ал-Асад, която оглавява тайния икономически съвет на Сирия и за която се смята, че се е превърнала в централна фуния на икономическата власт в Сирия. Чрез своята неправителствена организация „Сирия Тръст“ – гръбнакът на нейната финансова мрежа, Асма проверява чуждестранната помощ, идваща в Сирия, тъй като правителството разрешава организациите на ООН само ако работят под държавни агенции.
Корупцията нараства спорадично през последните години, като Сирия се смята за най-корумпираната страна в арабския свят. Към 2022 г. Сирия е класирана на второ място в света в Индекса за възприятие на корупцията.

### Фракционираност
Управлението на Хафез ал-Асад е смятано за една от най-репресивните арабски диктатури на 20 век. Тъй като Башар наследява мантията на баща си, той се опитва да осъществи авторитарно надграждане чрез прочистване на старата гвардия и назначаване на партията и армията с лоялни алавитски офицери, което допълнително утвърждава фракционираността в системата. Докато официално правителството на Баас се придържа към строга секуларистка доктрина, на практика то прилага фракционистки инженерни политики в обществото, за да потисне несъгласието и да монополизира абсолютната си власт.
Режимът се опитва да се представи пред външния свят като защитник на малцинствата и насажда страх от управлението на мнозинството в обществото, за да мобилизира лоялни привърженици от малцинствата. Фигури, лоялни на Асад, като Мишел Самаха, се застъпват за фракционистка мобилизация за защита на режима от това, което той нарича „морето от сунити“. Режимът на Асад отприщва фракционистко насилие чрез частни алавитски милиции като Шабиха, особено в сунитските райони. Алавитската религиозна иконография и обществените чувства са често срещани теми, използвани от алавитските воини-шейхове, които ръководят алавитските милиции, като оправдание за извършване на кланета, отвличания и изтезания в бастиони на опозицията. Различните политики за развитие, приети от режима, следват фракционистки модел. Схема за урбанизация, приложена от правителството в град Хомс, води до експулсирането на хиляди сунитски жители през 2000-те г., докато районите с мнозинство от алавити остават  непокътнати.
Дори когато сирийският баасизъм абсорбира различни общностни идентичности в хомогенния обединяващ дискурс на държавата,  социално-политическата власт става монополизирана от алавитските лоялисти. Въпреки че официално се придържат към неконфесионализма, сирийските въоръжени сили също са институционално фракционистки. Докато наборниците и по-ниските чинове са преобладаващо неалавити, по-високите чинове са пълни от лоялни алавити, които ефективно контролират логистиката и политиката за сигурност. Елитните части на сирийската армия, като Тигровите сили, Републиканската гвардия, 4-та бронирана дивизия и т.н., считани от правителството за решаващи за неговото оцеляване, са съставени предимно от алавити. Сунитските офицери са под постоянно наблюдение от тайната полиция, като на повечето от тях са назначени помощници алавити, които следят движенията им. Паравоенни групи, подкрепящи режима, като Националните отбранителни сили, също са организирани около фракционистката лоялност към правителството на Баас. По време на въстанията на сирийската революция правителството на Баас разгръща стратегия за секюритизация, която зависи от фракционистката мобилизация, отприщването на насилие срещу протестиращите и обширните репресии в цялата страна, което кара опозиционните групи да се обърнат към въоръжен бунт. Сирийското общество е допълнително фракционирано след иранската намеса в сирийската гражданска война, която става свидетел на много хомейнистки бойни групировки, спонсорирани от Иран, които се бият на страната на управлението на Асад.

### Права на човека
Баасисткото правителство управлява Сирия като тоталитарна държава, контролирайки всеки аспект на сирийското общество от десетилетия. Командирите на правителствените сили за сигурност, състоящи се от Сирийската арабска армия, тайната полиция, паравоенните формирования на БААС, пряко изпълняват изпълнителните функции на държавата, като почти не обръщат внимание на правните процеси и бюрокрацията. Системата за наблюдение на Мухабарат (тайните служби) е всеобхватна, като общият брой на агентите, работещи за различните й клонове, се оценява на 1:158 в съотношение с цивилното население. Службите за сигурност затварят организациите на гражданското общество, ограничават свободата на движение в страната и забраняват политическа литература и символи, които не са на Баас. През 2010 г. Хюман Райтс Уоч публикува доклада „A Wasted Decade“, документиращ репресиите по време на първото десетилетие на извънредното управление на Асад, белязан от произволни арести, цензура и дискриминация срещу сирийските кюрди.
През 2000-те г. страховитите агенти на Мухабарат извършват рутинни отвличания, произволни задържания и изтезания на цивилни. Проведени са многобройни показни процеси срещу дисиденти, пълнещи сирийски затвори с журналисти и правозащитници. Членовете на Главната дирекция за разузнаване на Сирия отдавна се ползват с широки привилегии да извършват извънсъдебни действия и имат имунитет срещу престъпления. През 2008 г. Асад разширява този имунитет към други отдели на силите за сигурност. Групи за правата на човека, като Хюман Райтс Уоч и Амнести Интернешънъл разказват  подробно как тайната полиция на правителството на Асад е изтезавала, затваряла и убивала политически опоненти и онези, които говорят против правителството. Освен това се смята, че около 600 ливански политически затворници са държани в държавните затвори след сирийската окупация на Ливан, като някои са държани повече от 30 години. От 2006 г. правителството на Асад разширява използването на забрани за пътуване срещу политически дисиденти. В интервю за ABC News през 2007 г. Асад заявява: „Нямаме такива [неща като] политически затворници,” въпреки че в.„Ню Йорк Таймс“ съобщава за ареста на 30 сирийски политически дисиденти, които организират общ опозиционен фронт през декември 2007 г., като трима от тази група, смятани за лидери на опозицията, са с мярка за неотклонение „задържане под стража“.
Правителството отказва разрешение на правозащитни организации и независими НПО да работят в страната. През 2010 г. Сирия забранява забулването в университетите. След протестите на Сирийската революция през 2011 г. Асад частично облекчава забраната.
Между 2011 и 2013 г. се смята, че апаратът за държавна сигурност е изтезавал и убил над 10 хиляди граждански активисти, политически дисиденти, журналисти, доброволци от гражданската защита и обвинени в държавна измяна и обвинения в тероризъм, като част от кампанията за смъртоносни репресии, наредена от Асад. През юни 2023 г. Общото събрание на ООН гласува в подкрепа на създаването на независим орган, който да разследва местонахождението на стотици хиляди изчезнали цивилни, които са били насилствено накарани да изчезнат, убити или изнемогващи в подземията и в стаите за изтезания на режима на Асад. Вотът е осъден от Русия, Северна Корея и Иран.
През 2023 г. Канада и Нидерландия завеждат дело срещу Сирия в Международния съд на ООН, обвинявайки я в нарушаване на Конвенцията на ООН срещу изтезанията. Съвместната петиция обвинява сирийския режим в организирането на „невъобразима физическа и психическа болка и страдание“ като стратегия за колективно наказване на сирийското население. Русия налага вето на усилията на Съвета за сигурност на ООН да преследва Башар ал-Асад в Международния наказателен съд.

### Репресии над кюрдите
Баасистка Сирия отдавна забранява кюрдския език в училищата и обществените институции. Дискриминацията срещу кюрдите непрекъснато нараства по време на управлението на Башар ал-Асад. Държавната политика официално потиска кюрдската култура с повече от 300 хил. сирийски кюрди, които остават без гражданство. Кюрдските оплаквания срещу държавното преследване в крайна сметка достигат кулминацията си в Камишлийските въстания през 2004 г., потушени насилствено след изпращането на сирийски военни сили. Последвалата репресия води до убийствата на повече от 36 кюрди и до раняването на най-малко 160 демонстранти. Повече от 2000 цивилни са арестувани и изтезавани в правителствени центрове за задържане. Ограниченията върху кюрдските дейности са допълнително затегнати след клането в Камишли, като режимът на Асад на практика забранява всички кюрдски културни събирания и политическа активност по обвинения в подстрекаване на раздори или отслабване на националните чувства. През 2005–2010 г. Хюман Райтс Уоч потвърждава репресиите за сигурност на най-малко 14 кюрдски политически и културни събирания. През март 2008 г. сирийски военни откриват огън по кюрдско събиране в Камишли, което отбелязва Навруз, убивайки трима и ранявайки петима цивилни.

### Цензура
На 22 септември 2001 г. Асад издава закон за печата, който затяга правителствения контрол върху цялата литература, отпечатана или публикувана в Сирия, вариращи от вестници до книги, брошури и периодични издания. Издатели, писатели, редактори, разпространители, журналисти и други лица, обвинени в нарушаване на Закона за печата, се лишават от свобода или глобяват. Цензурата също е разширена в киберпространството и различни уебсайтове са забранени. Множество блогъри и създатели на съдържание са арестувани по различни обвинения за национална сигурност.
Закон от 2007 г. изисква интернет кафенетата да записват всички коментари, които потребителите публикуват в чат форуми. Друг указ от 2008 г. задължава интернет кафенетата да водят записи на клиентите си и да уведомяват рутинно полицията. Уебсайтове като Уикипердия на арабски, Ютюб и Фейсбук са блокирани периодично между 2008 г. и февруари 2011 г. Комитетът за защита на журналистите класира Сирия като третата опасна страна за онлайн блогъри през 2009 г. Хора са арестувани въз основа на голямо разнообразие от обвинения, вариращи от подкопаване на националното единство до публикуване или споделяне на фалшиво съдържание.
Сирия е класирана като третата най-цензурирана страна в доклада на Комитета за защита на журналистите от 2012 г. Освен ограниченията за международните журналисти, които забраняват влизането им, местната преса се контролира от държавни агенции, които насърчават баасистката идеология. От 2011 г. сирийското правителство въвежда пълно медийно затъмнение и чуждестранни кореспонденти са бързо задържани, отвличани или изтезавани. В резултат на това външният свят знае за ситуациите, случващи се в Сирия, само чрез видеоклипове на независими цивилни журналисти. Правителството на Асад затваря интернет покритието, мобилните мрежи, както и телефонните линии в зоните под негов контрол, за да предотврати всякакви новини, които имат опити да монополизират информацията, свързана със Сирия.

### Репресии, етническо прочистване и насилствени изчезвания
Репресиите, наредени от Башар ал-Асад срещу сирийските протестиращи, са най-безмилостните от всички военни репресии през цялата Арабска пролет. Тъй като насилието се влошава и броят на жертвите се увеличава до хиляди, Европейският съюз, Арабската лига и Съединените щати започват да налагат широк набор от санкции срещу режима на Асад. До декември 2011 г. ООН обявява ситуацията в Сирия за гражданска война. До този момент всички протестиращи и въоръжени съпротивителни групи гледат на безусловната оставка на Башар ал-Асад като част от основните си искания. През юли 2012 г. Арабската лига провежда извънредна сесия с искане за бърза оставка на Асад и обещава безопасното му напускане, ако той приеме предложението. Асад отхвърля това, като вместо това търси чуждестранна военна подкрепа от Иран и Русия, за да защити своя изпаднал в битка режим чрез тактика на опожарената земя, кланета, обсади, принудителен глад, етническо прочистване и т.н.
Репресиите и кампаниите за изтребление на режима на Асад водят до кризата със сирийските бежанци, причинявайки принудителното изселване на 14 милиона сирийци, с около 7,2 милиона бежанци. Това превръща кризата със сирийските бежанци в най-голямата бежанска криза в света; и върховният комисар на Върховния комисариат на ООН за бежанците Филипо Гранди го описва като „най-голямата хуманитарна и бежанска криза на нашето време и продължаваща причина за страдание“.
Ева Кулуриотис описва Башар ал-Асад като майстор на етническото прочистване през 21 век. По време на гражданската война Асад нарежда кампании за обезлюдяване в цялата страна, за да преформатира нейната демография в полза на неговия режим, а военните тактики са сравнени с преследванията по време на войната в Боснаи Херцеговина. Съобщава се, че между 2011 г. и 2015 г. милициите на Баас са извършили 49 етно-фракционистки кланета с цел прилагане на своята програма за социално инженерство в страната. Алавитските лоялни милиции, известни като Шабиха, са пуснати в сунитските села и градове, извършвайки множество антисунитски кланета. Те включват клането в Хула, в Байда и Банияс, в Ал-Кубейр, в Ал-Хасавия и др., които водят до стотици смъртни случаи, със стотици хиляди жители, бягащи под заплахите от преследване от режима и сексуално насилие. Погроми и депортации са изразени в централните сирийски региони и крайбрежните райони с мнозинство от алавити, където сирийските военни и Хизбула смятат за приоритет установяването на стратегически контрол чрез експулсиране на сунитските жители и въвеждане на подкрепяни от Иран шиитски бойци. През 2016 г. служители на ООН разкритикуват Башар ал-Асад за провеждането на демографско инженерство и етническо прочистване в квартал „Дарая“ в Дамаск под прикритието на споразумения за деескалация.
Сирийските правителствени сили преследват с масови убийства цивилното население като част от своята военна стратегия по време на конфликта и са отговорни за причиняването на повече от 90% от общия брой цивилни смъртни случаи в сирийската гражданска война. Между 2011 г. и 2021 г. според ООН са загинали минимум 306 хиляди цивилни. Към 2022 г. общият брой на смъртните случаи е нараснал до приблизително 580 хиляди. Допълнителни 154 хил. цивилни са изчезнали насилствено или са били обект на произволни задържания в Сирия между 2011 и 2023 г. Към 2023 г. повече от 135 хил. души са измъчвани, затваряни или убити в затворническите мрежи на Баас, включително хиляди жени и деца.
От 2011 г. насам режимът на Асад е арестувал и задържал деца до 18-годишна възраст без съдебен процес, след което те са били предавани на сирийските военни полеви съдилища и убивани. Разследващ доклад от 2024 г. на Сирийското звено за разследваща журналистика (SIRAJ) идентифицира 24 сирийски деца, насилствено изчезнали, с конфискувани активи, задържани и по-късно убити, след като са навършили 18 години. Докладът, базиран на вътрешни източници в правителството на Асад, интервюта със семействата на жертвите и публични източници, изчислява, че повече от 6000 задържани на възраст под 18 години са били осъдени на смърт в затвора Сейдная и във военен полеви съд на асадистите в град Ал- Димас между 2014 и 2017 г., цитирайки разкази на очевидци на вътрешен човек от военната полиция на Баас.

### Военни престъпления
Много политици, дисиденти, автори и журналисти наричат Асад „касапина на Сирия“ заради неговите военни престъпления, антисунитски фракционистки и масови убийства, атаки с химическо оръжие и кампании за етническо прочистване. Федералното бюро за разследване заявява, че най-малко 10 европейски граждани са били изтезавани от правителството на Асад, докато са били задържани по време на Сирийската гражданска война, което потенциално оставя Асад отворен за съдебно преследване от отделни европейски държави за военни престъпления. Върховният комисар на ООН за правата на човека Нави Пилай заявява през декември 2013 г., че разследванията на ООН пряко замесват Башар ал-Асад в престъпления срещу човечеството и следване на стратегия за унищожаване, разработена на най-високо ниво на управление, включително държавния глава.
Стивън Рап, американският посланик по въпросите на военните престъпления, заявява през 2014 г., че престъпленията, извършени от Асад, са по-лоши от тези на Нацистка Германия. През март 2015 г. той заявява още, че делото срещу Асад е много по-добро от това срещу Слободан Милошевич от Сърбия или Чарлз Тейлър от Либерия, и двамата обвинени от международни трибунали. Чарлз Листър, директор на Програмата за борба с тероризма и екстремизма в Института за Близкия Изток, описва Башар ал-Асад като най-големия военнопрестъпник на 21 век.
В интервю за Би Би Си от февруари 2015 г. Асад отхвърля обвиненията, че сирийските арабски военновъздушни сили са използвали варелни бомби като „детински“, твърдейки, че неговите сили никога не са използвали този тип бомби и отговаря с шега, че не използва и готварски тенджери. Редакторът на Би Би Си за Близкия Изток, водещ интервюто, Джереми Боуен, по-късно описва изявлението на Асад относно варелните бомби като явно невярно. Веднага щом избухват демонстрациите през 2011–2012 г., Башар ал-Асад избира да приложи вариант „Самсон“ – характерният подход на необаасисткия режим от ерата на Хафез ал-Асад, при който протестите са жестоко потушени, а демонстрантите са обстрелвани директно от въоръжените сили. Въпреки това за разлика от баща си Башар има още по-малко лоялност и е политически крехък, изострен от отчуждението на мнозинството от населението. В резултат на това той избира да се справи с несъгласието много по-всеобхватно и по-сурово от баща си и простото обвинение в колаборационизъм е достатъчна причина да бъдеш убит.
Правозащитни организации и криминални следователи документират военните престъпления на Асад и изпращат това на Международния наказателен съд за обвинение. Тъй като Сирия не е страна по Римския статут, Международният наказателен съд изисква разрешение от Съвета за сигурност на ООН, за да изпрати Башар ал-Асад на съд. Тъй като на това постоянно се налага вето от основния поддръжник на Асад Русия, наказателното преследване на МНС не се осъществява. От друга страна, трибуналите в различни европейски страни започват да преследват и да осъждат висши членове на партията Баас, сирийски военни командири и служители на Мухабарат, обвинени във военни престъпления. През септември 2015 г. Франция започва разследване срещу Асад за престъпления срещу човечеството.
През февруари 2016 г. ръководителят на Анкетната комисия на ООН за Сирия, Пауло Пинейро, казва пред репортери: „Масовият мащаб на смъртта на задържаните предполага, че правителството на Сирия е отговорно за действия, които се равняват на унищожаване като престъпление срещу човечеството.“ Комисията на ООН съобщава, че е открила невъобразими злоупотреби, включително срещу жени и деца на 7-годишна възраст, загинали, докато са задържани от сирийските власти. Докладът също така посочва: „Има разумни основания да се смята, че високопоставени офицери, включително ръководителите на клонове и дирекции, командващи тези центрове за задържане, тези, които отговарят за военната полиция, както и техните цивилни началници, са знаели за огромното брой смъртни случаи, настъпили в местата за задържане... все още не са предприели действия за предотвратяване на злоупотреби, разследване на обвинения или преследване на отговорните“.
През юни 2018 г. главният прокурор на Германия издава международна заповед за арест на един от най-високопоставените военни служители на Асад, Джамил Хасан. Хасан е ръководител на мощната Дирекция за разузнаване на военновъздушните сили на Сирия. Центровете за задържане, управлявани от военновъздушното разузнаване, са сред най-известните в Сирия и се смята, че хиляди са загинали поради изтезания или липса на грижа. Обвиненията, повдигнати срещу Хасан, твърдят, че той е носил командна отговорност над съоръженията и следователно е знаел за злоупотребата. Ходът срещу Хасан отбелязва важен крайъгълен камък в опитите на прокурорите да изправят висши членове от вътрешния кръг на Асад пред съда за военни престъпления.
В доклад за разследване на клането в Тадамон, случило се на 16 април 2013 г., професорите Угур Умит Унгьор и Ансар Шахуд откриват свидетели, които потвърждават, че Асад е дал заповед на сирийското военно разузнаване да нареди на Шабиха да убива цивилни.

#### Заповед за арест и съдебно производство (2023 – 2024)
На 15 ноември 2023 г. Франция издава заповед за арест срещу сирийския президент Башар ал-Асад заради използването на забранени химически оръжия срещу цивилни в Сирия. През май 2024 г. френските прокурори за борба с тероризма поискват от апелативния съд в Париж да обмисли отмяната на заповедта за арест на Асад, заявявайки неговия абсолютен имунитет като действащ държавен глава. На 26 юни 2024 г. апелативният съд в Париж решава, че международната заповед за арест, издадена от Франция срещу Асад за предполагаемо съучастие във военни престъпления по време на гражданската война в Сирия, остава валидна. Това решение е потвърдено от адвокати, участващи в делото. 

### Химически атаки
Сирийските военни използват химическа война като систематична военна стратегия в сирийската гражданска война и се смята, че те са извършили над 300 химически атаки, насочени срещу цивилното население по време на конфликта. Разследване, проведено от изследователския институт GPPi, документира 336 потвърдени атаки с химически оръжия в Сирия между 23 декември 2012 г. и 18 януари 2019 г. Проучването приписва 98% от общите проверени химически атаки на режима на Асад. Почти 90% от атаките са извършени след химическата атака в Гута през август 2013 г.
Сирия се присъединява към Конвенцията за химическите оръжия и е членка на ОЗХО през октомври 2013 г., и в момента има три мисии на ОЗХО с мандат на ООН за разследване на проблеми с химическите оръжия в Сирия. Заключенията се предоставят на органите на ООН.
През април 2021 г. Сирия е спряна от ОЗХО чрез публично гласуване на държавите членки, защото не сътрудничи с екипа за идентификация на разследването (IIT) на органа и нарушава Конвенцията за химическите оръжия. Резултатите от друг доклад за разследване, публикуван от OPCW-IIT през юли 2021 г., заключава, че сирийският режим е участвал в потвърдени химически атаки най-малко 17 пъти, от докладваните 77 атаки с химическо оръжие, приписвани на асадстките сили. Към март 2023 г. независимите анкетни комисии на ООН са потвърдили най-малко девет химически атаки, извършени от сили, лоялни на правителството на Асад.
Най-смъртоносната химическа атака са химическите атаки в Гута, когато правителствените сили на Асад изстрелват нервнопаралитичното вещество зарин в цивилни райони по време на бруталната си обсада на Източна Гута в ранните часове на 21 август 2013 г. Хиляди заразени и умиращи жертви наводняват близките болници, показвайки симптоми като разпенване, телесни конвулсии и други невротоксични симптоми. Приблизително 1100-1500 цивилни, включително жени и деца, се смята, че са убити при атаките. Атаката е международно осъдена и представлява най-смъртоносната употреба на химически оръжия от войната между Иран и Ирак.
През април 2017 г. има химическа атака със зарин в Хан Шейхун, която убива повече от 80 души. Атаката кара президента на САЩ Доналд Тръмп да нареди на американските военни да изстрелят 59 ракети по сирийската въздушна база „Шайрат“. Няколко месеца по-късно съвместен доклад на ООН и международни инспектори по химически оръжия заключава, че атаката е дело на режима на Асад.
През април 2018 г. е ред на химическа атака в Дума, което кара САЩ и техните съюзници да обвинят Асад в нарушаване на международните закони и да инициират съвместни ракетни удари по съоръжения за химически оръжия в Дамаск и Хомс. И Сирия, и Русия отричат намесата на сирийското правителство към този момент. Третият доклад, публикуван на 27 януари 2023 г. от OPCW-IIT, заключава, че режимът на Асад е отговорен за химическата атака в Дума през 2018 г., която убива най-малко 43 цивилни.

### Коментари за Холокоста
В реч, произнесена на срещата на централния комитет на партията Баас през декември 2023 г., Башар ал-Асад заявява, че няма никакви доказателства за убийствата на 6 млн. евреи по време на Холокоста. Подчертавайки, че евреите не са единствените жертви на нацистките кампании за изтребление, той твърди, че Холокостът е бил политизиран от Съюзническите сили, за да се улесни масовото депортиране на европейски евреи в Палестина, и че е използван като извинение за оправдаване на създаването на Израел. Асад също обвинява правителството на САЩ във финансово и военно спонсориране на възхода на Нацизма в периода между двете войни.

## Обществен имидж

### Вътрешна опозиция и подкрепа
Светската съпротива срещу управлението на Асад е представена главно от Сирийския национален съвет и Националната коалиция на сирийските революционни и опозиционни сили – два политически органа, които съставляват коалиция от лявоцентристки и десни консервативни фракции на сирийската опозиция. Военните командири и цивилните лидери на милициите на Свободната сирийска армия са представени в тези съвети. Коалицията представлява политическото крило на сирийското временно правителство и се стреми към демократичен преход на Сирия чрез активизъм на местно ниво, протести и въоръжена съпротива за сваляне на диктатурата на Баас. По-малко влиятелна фракция в сирийската опозиция е Националният координационен комитет за демократична промяна (NCC) – коалиция от леви социалистически партии, които се стремят да сложат край на управлението на семейство Асад, но без чуждестранно участие. Създадена през юни 2011 г., основните партии в коалицията NCC са Демократичният арабски социалистически съюз, Сирийската демократична народна партия и Комунистическата работническа партия.
Национално демократично обединение (NDR) е по-стара лява опозиционна коалиция от социалистически партии, създадена през 1980 г., но забранена от баасисткото правителство. NDR е активна по време на общонационалните протести от 1980-те г. и Дамаската пролет от 2000-те г. През първите години на гражданската война друзите в Сирия се стремят основно да останат неутрални, стремейки се да останат настрана от конфликта. Друзко-израелският политик Маджали Уахаби заявява през 2016 г., че повече от половината подкрепят правителството на Асад въпреки относителната му слабост в районите на друзите. Движението „Шейхове на достойнството“, което се стреми да остане неутрално и да защитава друзските области, обвинява правителството, след като неговият лидер Шейх Уахид ал Балус е убит, и организира широкомащабни протести, които оставят шестима служители на правителствената сигурност убити. Друзката общност пламенно се противопоставя на правителството на Асад с течение на времето и изразява глас против нарастващата иранска намеса в Сирия. През август 2023 г. избухват масови протести срещу режима на Асад в град Ас-Сувейда, населен с мнозинство от друзи, които в крайна сметка се разпространяват в други региони на Южна Сирия. Друзкият духовник Хикмат ал-Хаджири, религиозен лидер на сирийската общност на друзите, обявява война срещу иранската инвазия в страната. Сирийският суфистки учен Мохамед ал-Якуби, ревностен противник както на режима на Баас, така и на групировката „Ислямска държава“, описва управлението на Асад като „царуване на терора“, което причинява хаос и огромна мизерия на сирийското население.
Централна част от опорната база на режима са лоялистите на БААС, които доминират в сирийската политика, профсъюзите, младежките организации, студентските съюзи, бюрократичният апарат и въоръжените сили. Институциите на партията Баас и нейните политически дейности формират жизненоважните стълбове на оцеляването на режима. Семейни мрежи от политици в ръководения от партия Баас Национален прогресивен фронт (NPF) и бизнесмени, лоялни към семейството на Асад, формират друг стълб на подкрепа. Избирателният списък се контролира от ръководството на партията Баас, което изключва кандидати, които не се считат за достатъчно лоялни. Въпреки че на различни етапи от сирийската гражданска война се съобщава, че религиозни малцинства като алавити и християни подкрепят правителството на Асад поради неговия секуларизъм, съществува опозиция сред асирийските християни, които твърдят, че правителството се стреми да ги използва като марионетки и да отрече тяхната различна етническа принадлежност, която не е арабска. Въпреки че общността на алавитите в Сирия формира основната опорна база на Башар ал-Асад и доминира във военния апарат и в апарата за сигурност, през април 2016 г. BBC News съобщава, че лидерите на алавитите са публикували документ, в който искат да се дистанцират от Асад.
Висшият кюрдски комитет е коалиция от 13 кюрдски политически партии, противопоставящи се на режима на Асад. Преди разпускането си през 2015 г. той се състои от KNC и PYD. Черкезите в Сирия също се превръщат в силни противници на режима, тъй като баасистките репресии и кланета в Сирия се засилват жестоко и членове на черкезкото етническо малцинство се опитват да избягат от Сирия, страхувайки се от преследване. През 2014 г. Християнският сирийски военен съвет – най-голямата християнска организация в Сирия, се съюзява със Свободната сирийска армия, противопоставяща се на Асад,  присъединявайки се към други сирийски християнски милиции като Суторо, които се присъединяват към сирийската опозиция срещу правителството на Асад. Абу Мохамед ал-Джулани, командир на бунтовническата милиция Тахрир ал-Шам, осъжда режима на Асад за превръщането на Сирия в продължаващо земетресение през последните 12 години, в контекста на земетресенията в Турция и Сирия през 2023 г.
През юни 2014 г. Асад печели оспорвани президентски избори, проведени в контролирани от правителството райони (и бойкотирани в райони, контролирани от опозицията, и в кюрдски райони, управлявани от Партията на демократичния съюз ) с 88,7% от гласовете. Избирателната активност се оценява на 73,42% от имащите право на глас, включително тези в контролираните от бунтовниците райони. Избирателната комисия на режима също лишава от гласуване милиони сирийски граждани, разселени извън страната. Независими наблюдатели и академични стипендии единодушно описват събитието като фалшиви избори, организирани, за да легитимират управлението на Асад. В церемонията си по встъпване в длъжност Башар заклеймява опозицията като терористи и предатели, докато атакува Западния свят заради подкрепата му на онова, което той описва като „Арабска пролет“.
Израелският онлайн вестник Times of Israel съобщава, че въпреки че различни индивиди, интервюирани в доминирания от сунитската средна класа квартал на централен Дамаск, са показали вярност към Асад, не е възможно да се различи реалната подкрепа за режима поради повсеместното влияние на тайната полиция в обществото. Баасисткият дисидент Абдул Халим Кадам, вицепрезидент на Сирия по време на управлението както на Хафез, така и на Башар, презира Башар ал-Асад като пешка в имперския план на Иран.

### Международна опозиция
Чужди журналисти и политически наблюдатели, пътували до Сирия, я описват като най-безмилостната полицейска държава в арабския свят. Жестоките репресии на Асад срещу Дамаската пролет в началото на 2000-те г. и публикуването на доклад на ООН, който го замесва в убийството на ливанския премиер Рафик Харири, изострят изолацията на Сирия след Студената война. След глобалното възмущение срещу смъртоносните репресии на режима на Асад срещу протестиращите от Арабската пролет, които водят до гражданската война в Сирия, тактиката на опожарената земя срещу цивилното население, водеща до повече от половин милион смъртни случая, масовите убийства и систематичното разполагане на химическо оръжие по време на конфликта, Башар ал-Асад става международен аутсайдер и много световни лидери го призовават да подаде оставка.
От 2011 г. насам той губи признание от няколко международни организации като Арабската лига (през 2011 г.), Средиземноморския съюз (през 2011 г.) и Организацията за ислямско сътрудничество (през 2012 г.). Съединените щати, Европейският съюз, Турция, Арабската лига и различни държави започват да прилагат широк набор от санкции срещу сирийския режим от 2011 г. с цел да принудят Асад да подаде оставка и да помогнат за политическо разрешаване на кризата. Международните органи критикуват едностранчивите избори, организирани от правителството на Асад по време на конфликта. На конференцията на страните от групата „Приятели на Сирия“ в Лондон през 2014 г. британският външен министър Уилям Хейг характеризира сирийските избори като пародия на демокрацията и осъжда пълното незачитане на човешкия живот от страна на режима за извършване на военни престъпления и държавен терор върху сирийското население. Политиката на Асад за провеждане на избори в условията на продължаваща гражданска война е порицана и от генералния секретар на ООН Пан Ки-мун.
Грузия преустановява всички отношения със Сирия след признаването на Абхазия и Южна Осетия от Башар ал-Асад, осъждайки неговото правителство като манипулиран от Русия режим, който подкрепя руската окупация и етническо прочистване. След силната подкрепа на Асад за руското нападение над Украйна и признаването на отцепническите сепаратистки републики, Украйна прекъсва дипломатическите си  отношения със Сирия през юни 2022 г. Описвайки политиките на Асад като безполезни, украинският президент Володимир Зеленски обещава да разшири допълнителни санкции срещу Сирия. През март 2023 г. Съветът за национална сигурност и отбрана на Украйна въвежда в действие набор от санкции, насочени към 141 фирми и 300 лица, свързани с режима на Асад, руски производители на оръжия и ирански производители на дронове. Това е дни след посещението на Асад в Москва, където той оправдава руското нападение над Украйна като битка срещу старите и новите нацисти. Башар ал-Асад, министър-председателят Хюсеин Арнус и външният министър Фейсал Мекдад са сред лицата, които са санкционирани. Санкциите включват също замразяване на всички сирийски държавни имоти в Украйна, ограничаване на парични трансакции, прекратяване на икономическите ангажименти и отмяната на всички официални украински награди. Сирия официално скъсва дипломатическите си отношения с Украйна на 20 юли, позовавайки се на принципа на реципрочност.
През април 2023 г. френски съд обявява трима високопоставени служители на сигурността на Баас за виновни в престъпления срещу човечеството, изтезания и различни военни престъпления срещу френско-сирийски граждани. Сред тях са Али Мамлюк, директор на Бюрото за национална сигурност на сирийската партия Баас, и Джамил Хасан, бивш ръководител на Дирекцията за разузнаване на сирийските ВВС. Франция издава международни заповеди за арест срещу тримата служители по случая през 2018 г. През май 2023 г. френският външен министър Катрин Колона публично поисква наказателното преследване на Башар ал-Асад за участие в химическа война и убийството на стотици хиляди хора, заклеймява го като враг на собствения си народ. На 15 ноември 2023 г. Франция издава заповед за арест срещу Асад за използване на химически оръжия срещу цивилни лица в Сирия.

#### Лява опозиция
Башар ал-Асад е широко критикуван от леви активисти и интелектуалци по целия свят за присвояване на леви идеологии и техните социалистически, прогресивни лозунги като прикритие за собственото му семейно управление и за овластяване на лоялнарр клика от елити за сметка на обикновените сирийци. Тесният му съюз с управлявания от духовенството хомейнистки Иран и неговите фракционистки войнствени мрежи, като същевременно следва политика на затваряне на левите критици на семейство Асад, е обект на остри критики.
Египетският клон на иракското движение Баас обявява силната си подкрепа за сирийската революция, заклеймяване на Баасистка Сирия като репресивна диктатура, контролирана от династията Асад. Тя атакува баасистките акредитиви на семейство Асад, обвинявайки сирийската партия Баас, че действа като гранична охрана на Израел още след свалянето от власт на Националното командване на Баас по време на държавния преврат през 1966 г. Описвайки Башар ал-Асад като позорна личност за това, че е поканил враждебни сили като Иран в Сирия, египетските баасисти призоват сирийските революционери да се обединят в усилията си да свалят режима на Асад и да се противопоставят на чуждия империализъм.
Описвайки режима на Асад като мафиотска държава, която процъфтява от корупция и фракционарност, ливанският академик социалист Жилбер Акар заявява: „Братовчедът на Башар ал-Асад стана най-богатият човек в страната, контролирайки, както се смята, над половината от икономиката. И това е само един член на управляващия клан... Кланът функционира като истинска мафия и управлява страната от няколко десетилетия. Това е дълбокият корен на експлозията, в комбинация с факта, че сирийският режим е един от най-деспотичните в региона. В сравнение със Сирия на Асад Египет на Мубарак бе фар на демокрация и политическа свобода!... Специфичното за този режим е, че бащата на Асад прекрои и преустрои държавния апарат, особено неговото твърдо ядро – въоръжените сили, за да създаде преторианска гвардия за себе си. Армията, особено нейните елитни сили, е обвързана със самия режим по различни начини, най-вече чрез използването на фракционарност. Дори хора, които никога преди не са чували за Сирия, сега знаят, че режимът се основава на едно малцинство в страната – около 10% от населението – алавитите.“
Прогресивната социалистическа партия (PSP) в Ливан заема позиция срещу Асад и организира масови протести в подкрепа на сирийската революция. През август 2012 г. тя публично заклеймява правителството на Асад като машина за убиване, ангажирана с избиването на сирийския народ. Лидерът на партията Айман Камаледин поисква експулсирането на сирийския посланик от Ливан, описвайки го като представител на режима на убийци в Ливан.

### Международна подкрепа

#### Крайнодясна подкрепа
Режимът на Башар ал-Асад получава подкрепа от видни бели националисти, неонацисти и крайнодесни фигури в Европа, които са привлечени от неговия дискурс за война срещу тероризма срещу ислямистите по време на периода на европейската бежанска криза. Бомбардировките на Асад над сирийските градове предизвикват възхищение в ислямофобския дискурс на крайнодесните кръгове, които смятат мюсюлманите за цивилизационен враг. Американските привърженици на  превъзходството на бялата раса често възхваляват Асад като авторитарен бастион срещу това, което те смятат за силите на ислямския екстремизъм и глобализма.
След президентските избори в Сирия през 2014 г. президентът на Беларус Александър Лукашенко изпраща поздравителна телеграма до Башар, изразявайки своята увереност в лидерството на Башар ал-Асад, и описва военната кампания на правителството на Баас като част от борбата срещу тероризма и чуждата намеса.

#### Лява подкрепа
Подкрепата на левицата за Асад е разделена от началото на гражданската война в Сирия правителството на Асад е обвинено в цинично манипулиране на фракционистката идентичност и антиимпериализма,  за да продължи най-лошите си действия.
Някои държавни или правителствени ръководители обявяват подкрепата си за Асад, включително севернокорейския лидер Ким Чен Ун. След като обявява победата си на изборите през 2014 г., Асад получава поздравления от президента на Венецуела Николас Мадуро, президента на Алжир Абделазиз Бутефлика, президента на Гвиана Доналд Рамотар, президента на Южна Африка Джейкъб Зума  президента на Никарагуа Даниел Ортега и от Махмуд Абас, лидер на Фатах и президент на Палестина. Палестинската марксистко-ленинска въоръжена група Народен фронт за освобождение на Палестина (PFLP) подкрепя Башар ал-Асад по време на гражданската война в Сирия. В резултат на тази позиция иранското правителство увеличава своето военно и финансово финансиране на PFLP.

### Международни връзки с обществеността
За да популяризират своя имидж и медийно представяне в чужбина, Башар ал-Асад и съпругата му Асма наемат базирани в САЩ и Обединеното кралство фирми  за връзки с обществеността и консултанти. По-специално, те осигуряват фотосесии за Асма ал-Асад в модни списания и списания за знаменитости, включително публикацията „Пустинна роза“ ("A Rose in the Desert") в сп. „Вог“ през март 2011 г. Тези фирми включват „Бел Потингър“ и „Браун Лойд Джеймс“, като последната получава 5000 долара на месец за услугите си.
В началото на сирийската гражданска война сирийските правителствени мрежи са хакнати от групата на Анонимните, която разкрива, че бивш журналист от Ал-Джазира е бил нает да съветва Асад как да манипулира общественото мнение на САЩ. Сред съветите е предложението за сравнение на народното въстание срещу режима с протестите на Окупирай Уол Стрийт. В отделно изтичане на електронна поща няколко месеца по-късно на Върховния съвет на сирийската революция, публикувано от в. „Гардиън“, е разкрито, че консултантите на Асад са се координирали с медиен съветник на иранското правителство. През март 2015 г. разширена версия на гореспоменатите изтичания е предадена на ливанския уебсайт NOW News и публикувана следващия месец.
Асад започва кампания в социалните медии, която включва изграждане на присъствие във Фейсбук, Ютюб и най-вече в Инстаграм. Това води до много критики и сп. „Атлантик“ го описва като „пропагандна кампания, която в крайна сметка направи семейството [Асад] да изглежда по-зле“. Твърди се, че правителството на Асад също е арестувало активисти за създаване на групи във Фрейбук, които правителството не одобрява, и е апелирало директно към Туитър да премахне акаунти, които не харесва. Кампанията в социалните медии, както и изтеклите по-рано имейли, водят до сравнения от страна на вестниците „Гардиън“, „Ню Йорк Таймс“ и „Файнейшъл Таймс“ с „Доклад за баналността на злото“ на Хана Аренд.
През октомври 2014 г. 27 хиляди снимки, изобразяващи изтезания, извършени от правителството на Асад, са изложени в мемориалния музей на Холокоста в САЩ. За да напишат доклад за изображенията, са наети адвокати от британската адвокатска кантора Картър-Рък, финансирана от правителството на Катар.
През ноември 2014 г. фондация Quilliam съобщава, че пропагандна кампания, за която те твърдят, че има пълната подкрепа на Асад, разпространява фалшиви доклади за смъртта на родени на Запад джихадисти, за да отклони вниманието от предполагаемите военни престъпления на правителството. Използвайки снимка на чеченски боец от Втората чеченска война, проасадски медийни доклади са разпространени до западни медии, което ги кара да публикуват фалшива история относно смъртта на несъществуващ британски джихадист.
През 2015 г. Русия се намесва в сирийската гражданска война в подкрепа на Асад и на 21 октомври 2015 г. Асад лети за Москва и се среща с руския президент Владимир Путин, който казва по отношение на гражданската война: „Това решение може да бъде взето само от сирийския народ. Сирия е приятелска страна и ние сме готови да я подкрепим не само военно, но и политически“.

## Личен живот
Асад говори свободно английски и основен разговорен френски.
През декември 2000 г. се жени за Асма Ахрас, британска гражданка от сирийски произход от Актън, Лондон. През 2001 г. тя ражда първото им дете, син на име Хафез, кръстен на дядо му Хафез ал-Асад; той получава магистърска степен от Московския държавен университет през лятото на 2023 г. с дипломна работа по теорията на числата. През 2003 г. се ражда дъщеря им Зейн, а през 2004 г. – вторият им син Карим.
Башар ал-Асад е мюсюлманин алавит. Ходил е на хадж два пъти – през 1999 и през 2000 г.
Сестрата му Бушра ал-Асад и майка им Аниса Махлуф напускат Сирия съответно през 2012 г. и 2013 г., за да заживеят в Обединените арабски емирства. Аниса умира в Дамаск през 2016 г. на 86-годишна възраст.